# Собственикът на металургичния комбинат
„Собственикът на металургичния комбинат“ (на италиански: Il padrone delle ferriere) е мелодрама от 1959 година на режисьора Антон Джулио Мажано с участието на Антонио Вилар, Вирна Лизи и Вандиза Гуида, екранизация на едноименния роман на Жорж Оне. Филмът е копродукция на Италия и Испания.

## В ролите
- Антонио Вилар като Филипе Дерблай
- Вирна Лизи като Клер Дьо Болю
- Вандиза Гуида като Атина Дьо Мулине
- Еви Малталяти като маркиза Дьо Болю
- Дарио Микелис като Гастон Дьо Блини
- Терънс Хил като Октав Дьо Болю
- Катя Каро като Сузана Дерблай
- Иво Гарани като господин Мулине
- Сузана Кампос като Софи Дьо Префон
- Гуидо Челано като Гобер
- Рикардо Фелини като Макс Дьо Тремблей